# Zon
De Zon (meestal geschreven als zon, met een kleine letter) is de ster die het dichtst bij de aarde staat en het centrum van het zonnestelsel vormt. De zon is een middelgrote ster in een buitenste arm van het Melkwegstelsel. Vanaf de aarde gezien is de zon verreweg het helderste object aan de hemel; de zon bepaalt dan ook het gebruikelijke onderscheid tussen dag en nacht. De zon is verantwoordelijk voor het overgrote deel van de warmte in de aardatmosfeer en is de belangrijkste bron van energie voor het leven op aarde.
De zon is opgebouwd uit zeer heet plasma. Ze bevat ruim 99% van de materie van het zonnestelsel, voornamelijk waterstof en helium. Het binnenste deel van de zon is zo heet en dicht dat er kernfusie plaatsvindt: iedere seconde wordt er ongeveer 600 miljoen ton waterstof omgezet in helium. De energie die daarbij vrijkomt, wordt grotendeels uitgestraald in de vorm van straling, waaronder zichtbaar licht. Het oppervlak van de zon vertoont een wisselend aantal zonnevlekken, die veroorzaakt worden door lokale magneetvelden die de convectie remmen.
De zon wordt geclassificeerd als een dwergster (gele dwerg). De zon ontwikkelde zich ongeveer 4,6 miljard jaar geleden en bevindt zich nu halverwege de hoofdreeks. Over enkele miljarden jaren zal de zon zijn volgende ontwikkelingsfase ingaan. Het waterstof binnen de zonnekern zal opraken, waardoor de kern onder zijn eigen gewicht ineenstort. De zon zal vervolgens in hitte en grootte toenemen (rode reus), en daarbij Venus en Mercurius verzwelgen en de aarde onbewoonbaar maken. Aan het eind van zijn levensloop zal de zon zijn buitenste lagen loslaten (planetaire nevelfase) en transformeren in een witte dwerg.
De zon heeft door zijn enorme invloed op mens en natuur een grote culturele en mythologische waarde. De zon werd en wordt in sommige culturen beschouwd als een godheid: zonnegoden duiken op in veel verschillende mythologieën. De synodische rotatie van de aarde en haar baan rond de zon vormen de basis van zonnekalenders, waaronder de Gregoriaanse kalender die wereldwijd veel gebruikt wordt.

## Kenmerken

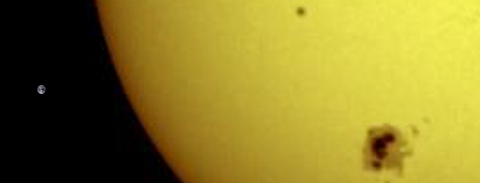
De afmeting van de zon ten opzichte van de aarde (het lichte vlekje links)

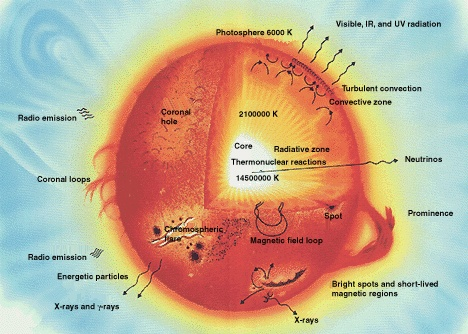
De structuur van sterren van hetzelfde type als de zon

De zon is een middelgrote (straal 696.342 km) 
type G hoofdreeksster (spectraalklasse G2V). Ze heeft een massa van zo'n 1,989 × 1030 kg (1989 quadriljoen ton), gelijk aan 332.946 maal de massa van de aarde. De zon bevat 99,86% van de massa van het volledige zonnestelsel. Deze massa bestaat voornamelijk uit waterstof, in de buitenste lagen zo'n 91 molprocent of 70 massaprocent. Het andere veelvoorkomende element is helium, zo'n 9 molprocent of 28 massaprocent. In het centrum van de zon, waar door kernfusie waterstof wordt omgezet in helium, is het gehalte aan waterstof vermoedelijk lager (35 massaprocent) en dat aan helium hoger (63 massaprocent).
Type G sterren behoren tot de 15% helderste sterren van de Melkweg: de meeste sterren zijn veel kleiner (rode dwergen).

## Plaats in de vroege kosmologie
Vanaf de aarde gezien lijkt de zon om de aarde te draaien; in de wetenschapsgeschiedenis heet dit idee het geocentrisme. Voor zover bekend was de Griekse astronoom Aristarchus van Samos de eerste die op grond van redeneringen veronderstelde dat de zon het middelpunt van de "kosmos" was, maar zijn leer werd verworpen ten gunste van die van Plato en Aristoteles. Zij beschouwden de zon als een planeet (letterlijk 'dwaalster'). Vijfhonderd jaar later paste Ptolemaeus de theorie van Plato en Aristoteles aan. Pas in de 18e eeuw werd het heliocentristische model, zoals uitgewerkt door Copernicus, algemeen erkend.

## Afmetingen

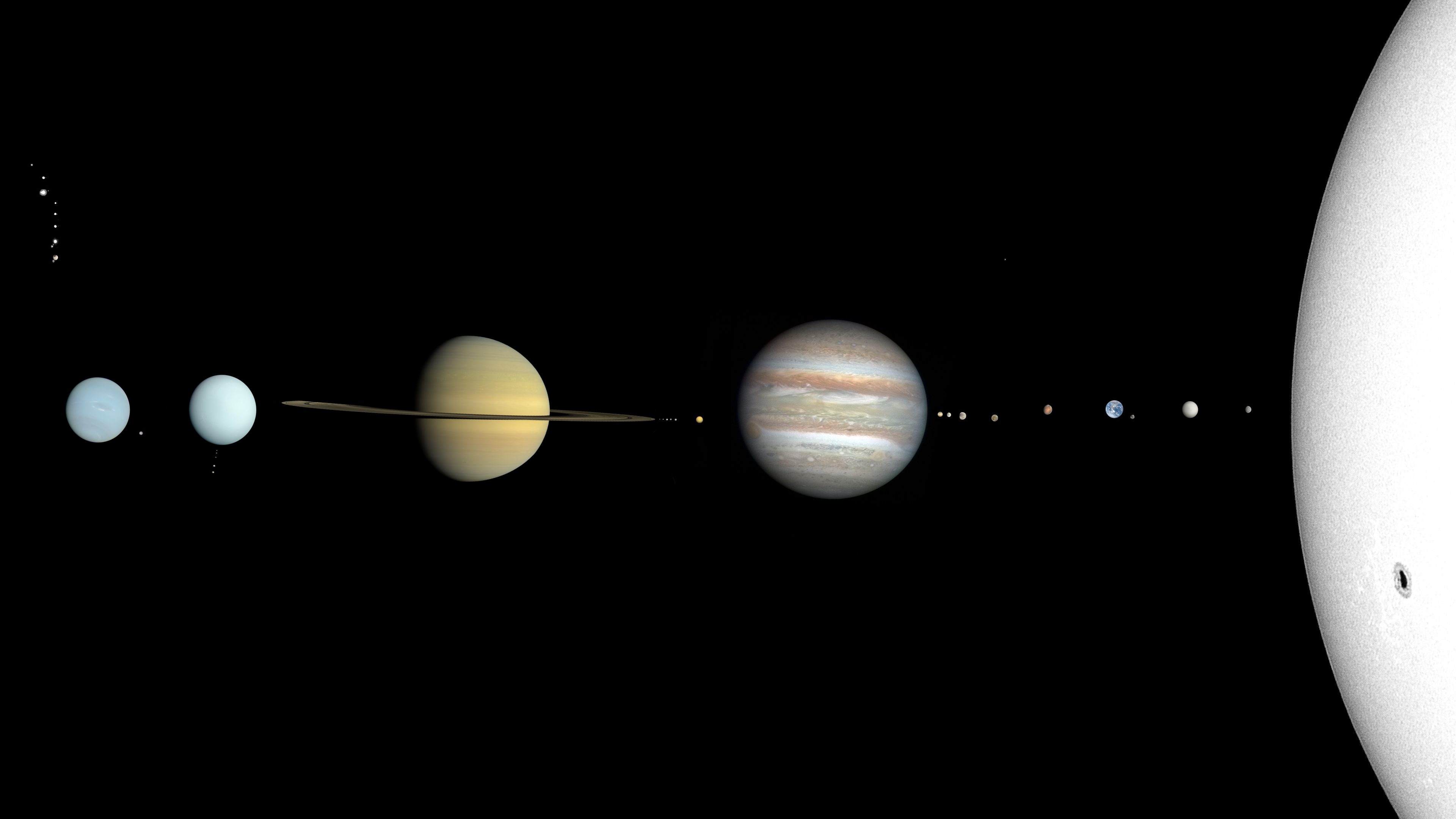
De grootte van de zon vergeleken met die van de planeten

De zon heeft een diameter van 1.392.684 km met een onzekerheid van 130 km. Dit komt overeen met een diameter van 109 maal die van de aarde, waarmee de zon het grootste hemellichaam in het zonnestelsel is. De aarde past er meer dan een miljoen keer in. De straal van de zon is bijna twee keer zo groot als de afstand tussen de aarde en de maan. De oppervlakte van de zon bedraagt ruwweg 6,1 biljoen vierkante km. Dat is 12.500 maal zoveel als de oppervlakte van de aarde.

## Afstand tot de aarde
De gemiddelde afstand van de zon tot de aarde wordt astronomische eenheid (AE) genoemd; zij bedraagt ongeveer 149,6 miljoen km. Dat komt overeen met circa 8,317 lichtminuten, wat inhoudt dat het zonlicht er 8 minuten en 19 seconden over doet om de aarde te bereiken. De afstand varieert van 0,983 AE in het perihelium van de aarde (begin januari)  tot 1,017 AE in het aphelium (begin juli).

## Plaats in de Melkweg

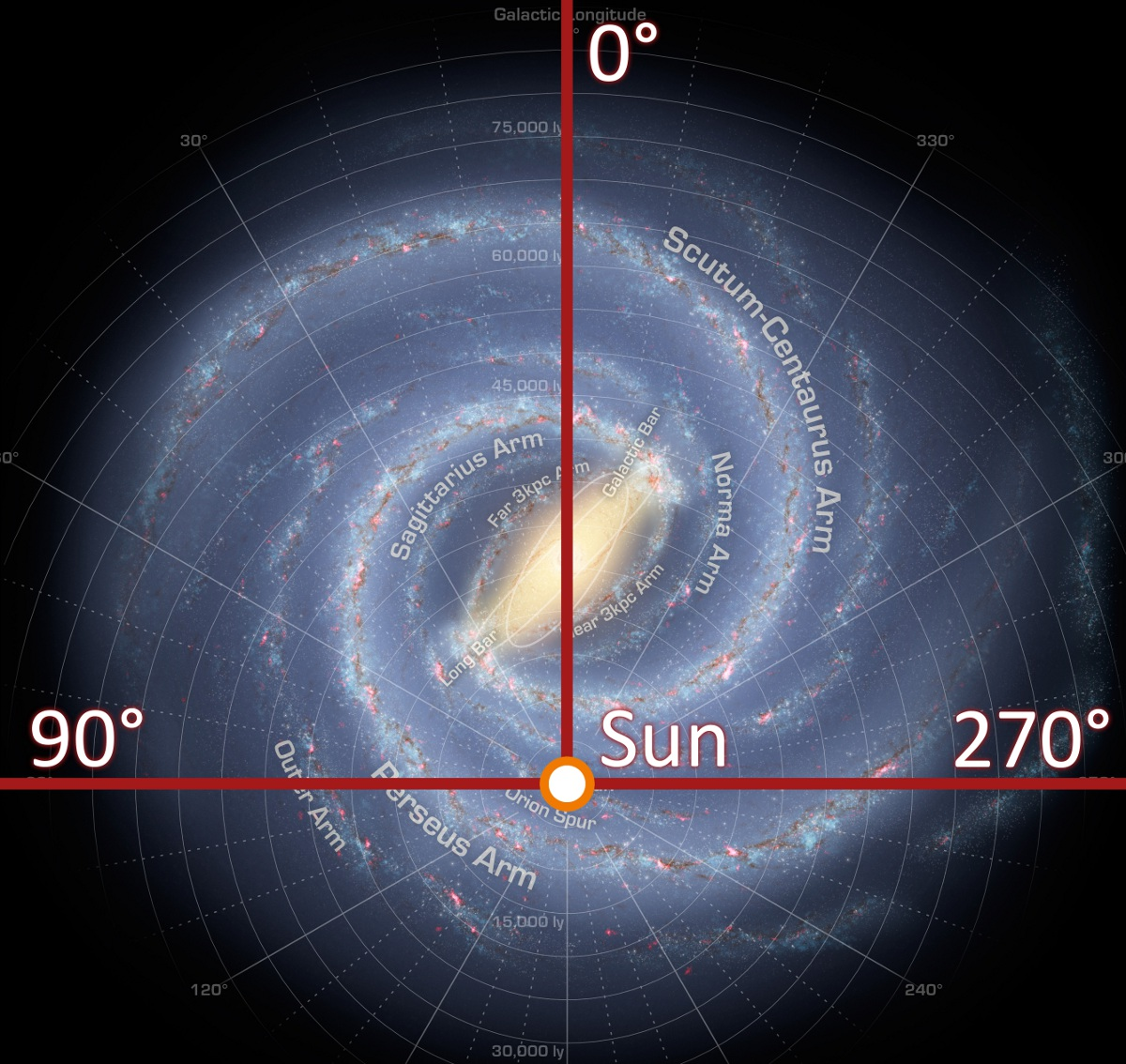
Plaats van de zon in de Melkweg

De zon bevindt zich op ongeveer 27.000 lichtjaar van het centrum van ons sterrenstelsel de Melkweg (dit centrum is vermoedelijk een reusachtig zwart gat: Sagittarius A*), in de ongeveer 100.000 lichtjaar brede en 3000 lichtjaar dikke galactische schijf. Ten opzichte van naburige sterren beweegt de zon zich met een snelheid van 15 tot 20 km/s in de richting van de apex in het sterrenbeeld Hercules. De zonsomgeving beweegt zich op zijn beurt met een snelheid van ongeveer 220 km/s in ongeveer 226 miljoen jaar eenmaal rond het centrum van ons sterrenstelsel.

## Structuur
De zon is een bijna perfecte bol met een afplatting die geschat is op 0,000 008 77, hetgeen betekent dat de pooldiameter 11 km kleiner is dan de equatoriale diameter. De zon is niet vast, maar in plasmatoestand, waardoor verschillende rotatiesnelheden mogelijk zijn: de rotatiesnelheid aan de evenaar is hoger dan aan de polen. De rotatie aan de evenaar is ongeveer 25 dagen en aan de polen 36 dagen. Gezien vanaf haar noordpool draait de zon, net als de meeste objecten in het zonnestelsel, tegen de klok in. Doordat de zon in dezelfde richting roteert als de aarde, lijkt haar omwenteling gezien vanaf de aarde drie dagen langer te duren.

### Kern

Interne structuur van de zon. De verschillende lagen zijn op schaal getekend. Per laag zijn de dichtheid en temperatuur (in kelvin) aangegeven.

De kern is het gedeelte van de zon waar de dichtheid en de temperatuur hoog genoeg zijn om fusiereacties te veroorzaken. De kern strekt zich uit van het midden van de zon tot ongeveer een kwart van haar straal.
De zon krijgt haar energie voornamelijk door de zogenaamde proton-protoncyclus, mogelijk gemaakt door de enorme druk die de eigen zwaartekracht van de zon op de materie uitoefent, in de kern zo'n 2×1016 pascal. De temperatuur van de kern is ca. 15 miljoen kelvin. Daar vinden fusiereacties plaats waarin waterstofkernen (protonen) via enkele tussenstappen worden omgezet tot heliumkernen (alfadeeltjes, bestaande uit twee protonen en twee neutronen). Per seconde wordt ca. 700 miljoen ton waterstof in ca. 695 miljoen ton helium omgezet. Het verschil, 4,4 miljoen ton, wordt uitgestraald in de vorm van gammastraling (fotonen) en neutrino's. 1,6% van de energie wordt geproduceerd door de koolstof-stikstofcyclus. 
De temperatuur van de kern zou te laag zijn voor kernfusie, maar door het tunneleffect treden er toch fusiereacties op.
De energieproductie van de zon per massa-eenheid is daardoor verrassend laag. Voor de gehele zon is dit 194 µW/kg, maar in de relatief kleine schil waar de fusie plaatsvindt is dat 150 maal zo veel. Ter vergelijking: Het menselijk lichaam produceert 1,3 W/kg. De energieproductie in het middelpunt van de zon is volgens theoretische modellen 276,5 W/m³, veel minder dan een kaarsvlam. Voor fusiereactoren op aarde zijn dan ook veel hogere temperaturen van het plasma nodig (150 miljoen K) en worden andere kernen gebruikt die makkelijker fuseren. De geringe energieproductie van de zon per massa-eenheid in combinatie met het feit dat kernreacties per massa-eenheid miljoenen keren zoveel energie opleveren als chemische reacties, zorgt ervoor dat het miljarden jaren duurt voordat de zon door haar energievoorraad heen is.
De meeste energie komt aanvankelijk vrij in de vorm van gammastraling. Deze straling heeft in het binnenste van de zon een zeer beperkte reikwijdte en steeds weer worden daar fotonen geabsorbeerd en opnieuw uitgezonden als fotonen van iets lagere energie. De energie doet er erg lang over om de buitenste lagen van de zon te bereiken. Schattingen variëren van 10.000 tot 170.000 jaar. Eén hoogenergetisch foton produceert tijdens dit proces uiteindelijk enkele miljoenen fotonen van lagere energie aan het oppervlak.
In tegenstelling tot de gevormde fotonen worden de tijdens kernfusie gevormde zonneneutrino's niet of nauwelijks geabsorbeerd in de zon. Ze bereiken de aarde in acht minuten. Een groot probleem bij zonnemodellen was het tekort aan neutrino's die op aarde worden gedetecteerd (op grond van de uitgestraalde energie kan namelijk het aantal en de aard van de neutrino's worden afgeleid). Dit verschil blijkt veroorzaakt te worden door neutrino-oscillatie. De gevormde neutrino's veranderen van smaak (e-neutrino's oscilleren naar mu- en tau-neutrino's) tijdens hun reis door de zon en worden daardoor moeilijker gedetecteerd.

### Stralingszone
In de stralingszone is de dichtheid van de zonnematerie hoog genoeg voor radiatief transport van warmte naar buiten. Dit houdt in dat het warmtetransport wordt veroorzaakt door opname en afgifte van fotonen en er geen transport van materie plaatsvindt (vergelijk met de bodem van een pan). De temperatuur neemt in deze zone af van 7 miljoen kelvin naar 2 miljoen kelvin. Ze strekt zich uit van de buitenkant van de kern tot 0,75 maal de straal van de zon.

### Convectiezone
Deze zone strekt zich uit vanaf 0,75 maal de straal van de zon tot het oppervlak. De temperatuur neemt in deze zone af van 2 miljoen kelvin naar 5300 kelvin. In deze zone is er naast radiatief transport ook sprake van convectie, doordat de dichtheid en de temperatuur niet meer toereikend zijn voor warmtetransport door alleen straling. Dit kan worden vergeleken met de waterstromen in een pan boven de hete bodem. Materie die wordt verhit door de radiatieve zone stijgt op en koelt af aan de oppervlakte. Dit systeem bestaat uit Bénard-cellen die zeshoekig van vorm zijn. Deze cellen vormen de granulatie van de zon, zichtbaar op zonnefoto's. 

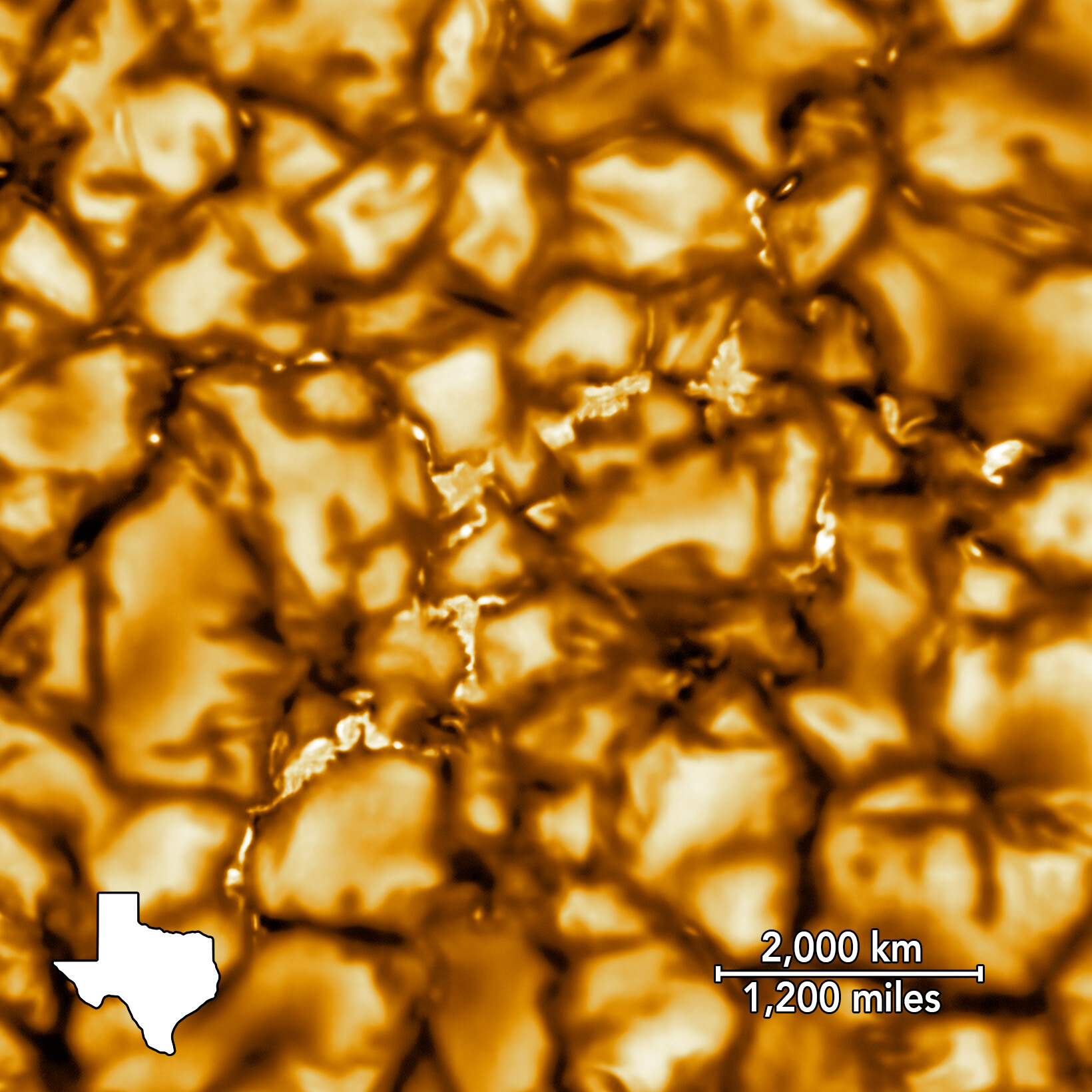
De granulate van de zon

Elke kolom veroorzaakt ook een eigen magnetisch veld. Het grotere magnetisch veld van de zon wordt waarschijnlijk gevormd in de overgangslaag van de stralings- naar de convectiezone; de tachocline. Het warmtetransport door convectie is veel sneller dan het transport door radiatie. Het duurt een week voordat het hete materiaal de fotosfeer bereikt.

### Fotosfeer

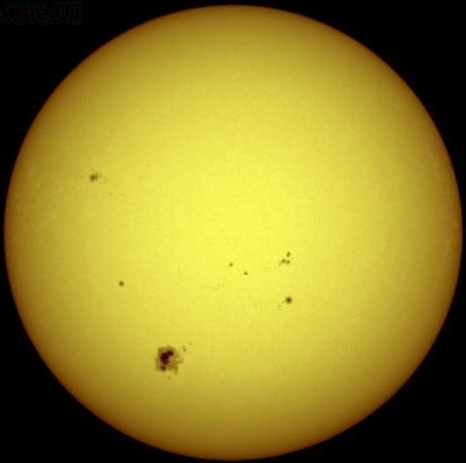
De fotosfeer

Stralingsintensiteit van het zonnespectrum van een zwart lichaam en boven en in de atmosfeer

Het zichtbare zonlicht dat de aarde ontvangt van de zon is afkomstig van de fotosfeer, de zone waaronder de zon ondoordringbaar wordt voor zichtbaar licht. Boven de fotosfeer kan het zonlicht doordringen naar de ruimte, maar een gedeelte daarvan wordt nog verstrooid door de ijle chromosfeer. De verandering in doorzichtigheid wordt veroorzaakt door de afname van H−-ionen, die licht gemakkelijk absorberen. Tegelijkertijd wordt het licht dat we waarnemen voornamelijk geproduceerd door reacties van elektronen met waterstofatomen waarbij H−-ionen worden gevormd.
De fotosfeer is enkele tientallen tot honderden kilometers dik. Het zonlicht dat de aarde ontvangt komt ongeveer overeen met de straling van een zwart lichaam met een temperatuur van 5777 K, met daartussen zwarte lijnen die worden veroorzaakt door atomaire absorptie in de chromosfeer. Op zeeniveau is al een gedeelte verstrooid door Rayleighverstrooiing en absorptie door watermoleculen.

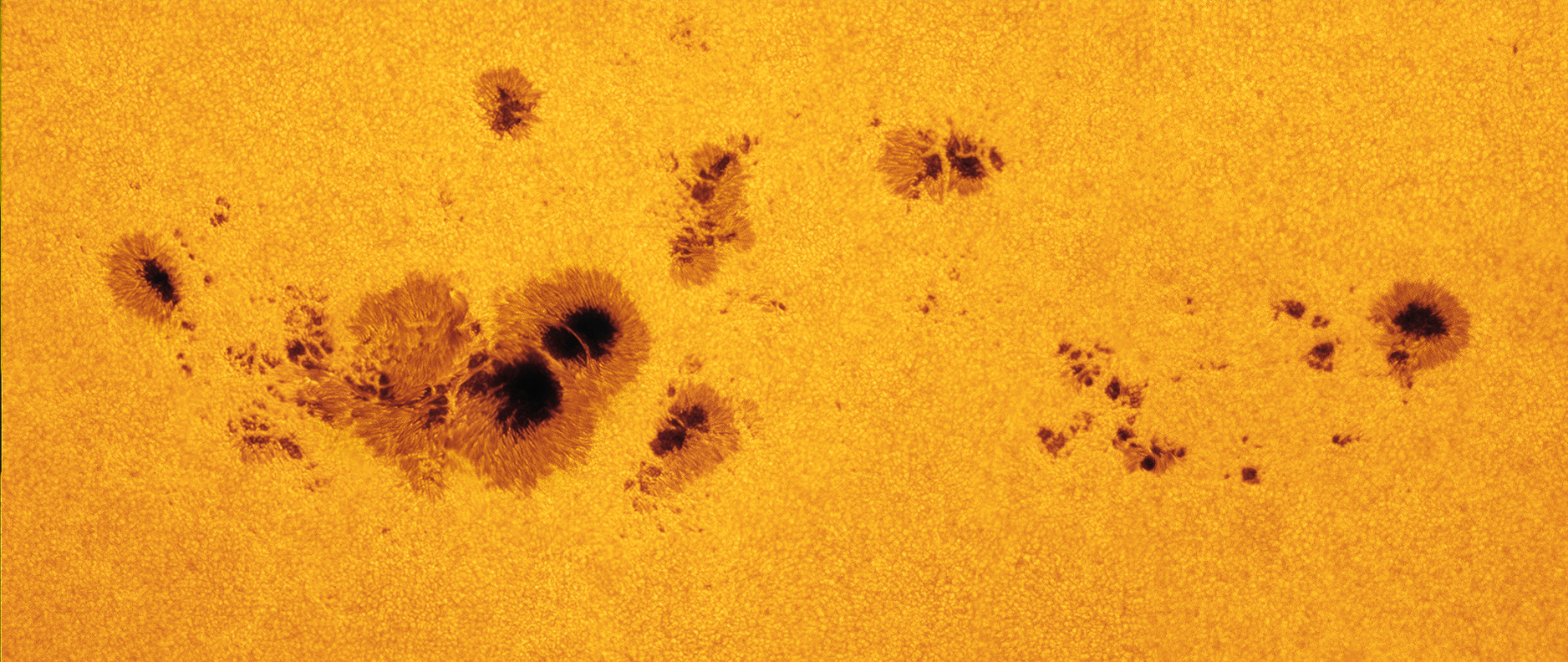
Zonnevlekken

In de fotosfeer bevinden zich de zonnevlekken en zonnefakkels.

### Zonneatmosfeer
De zonneatmosfeer heeft een lage dichtheid en wordt daardoor overstraald door de fotosfeer. Ze veroorzaakt donkere absorptielijnen doordat alleen bepaalde banden geabsorbeerd worden en dan weer in willekeurige richting worden uitgezonden en ons daardoor niet meer bereiken.
500 kilometer boven de fotosfeer ligt de koelste laag van de Zon met een temperatuur van 4100 K, die koud genoeg is om moleculen als CO en H2O te bevatten.

#### Chromosfeer

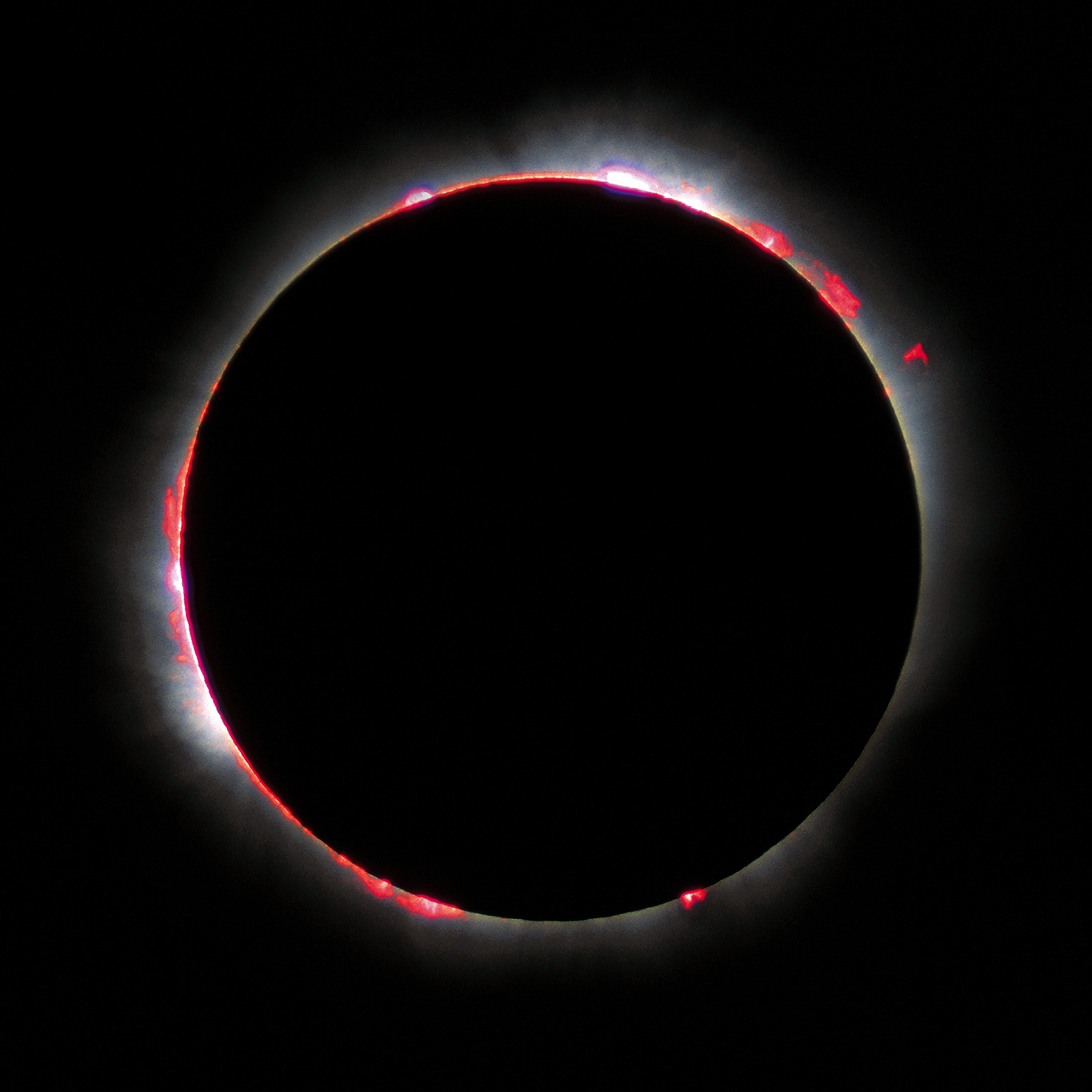
De chromosfeer (rood) tijdens een zonsverduistering in 1999

Boven de fotosfeer ligt de chromosfeer. Deze 2000 km dikke ijle laag is direct zichtbaar als een oranje ring om de zon tijdens zonsverduisteringen, of als een flits bij het begin of einde van een zonsverduistering. In het spectrum van de chromosfeer zelf zijn de donkere Fraunhoferlijnen juist lichte lijnen.
De zwarte absorptielijnen veroorzaakt door absorptie in de corona zijn van groot historisch belang geweest omdat ze het bestaan van aardse elementen op de Zon aantoonden, alsmede elementen die op aarde nog onbekend waren. In 1868 werd door Joseph Norman Lockyer verondersteld dat de onbekende absorptielijnen werden veroorzaakt door een nieuw element dat hij helium noemde, naar de zonnegod Helios. Pas 25 jaar later werd helium ook op aarde geïsoleerd.
De temperatuur van de chromosfeer neemt toe vanaf de top van de koele laag tot 20.000 kelvin aan het einde. De dichtheid neemt van beneden naar boven af met een factor 10−4 tot 10−15 g/cm3 in de hete bovenlaag. De laag waar de chromosfeer overgaat in de corona is zeer turbulent en bestaat uit een constant veranderend patroon van draden en zonnevlammen in de bovenste laag van de chromosfeer.

#### Corona

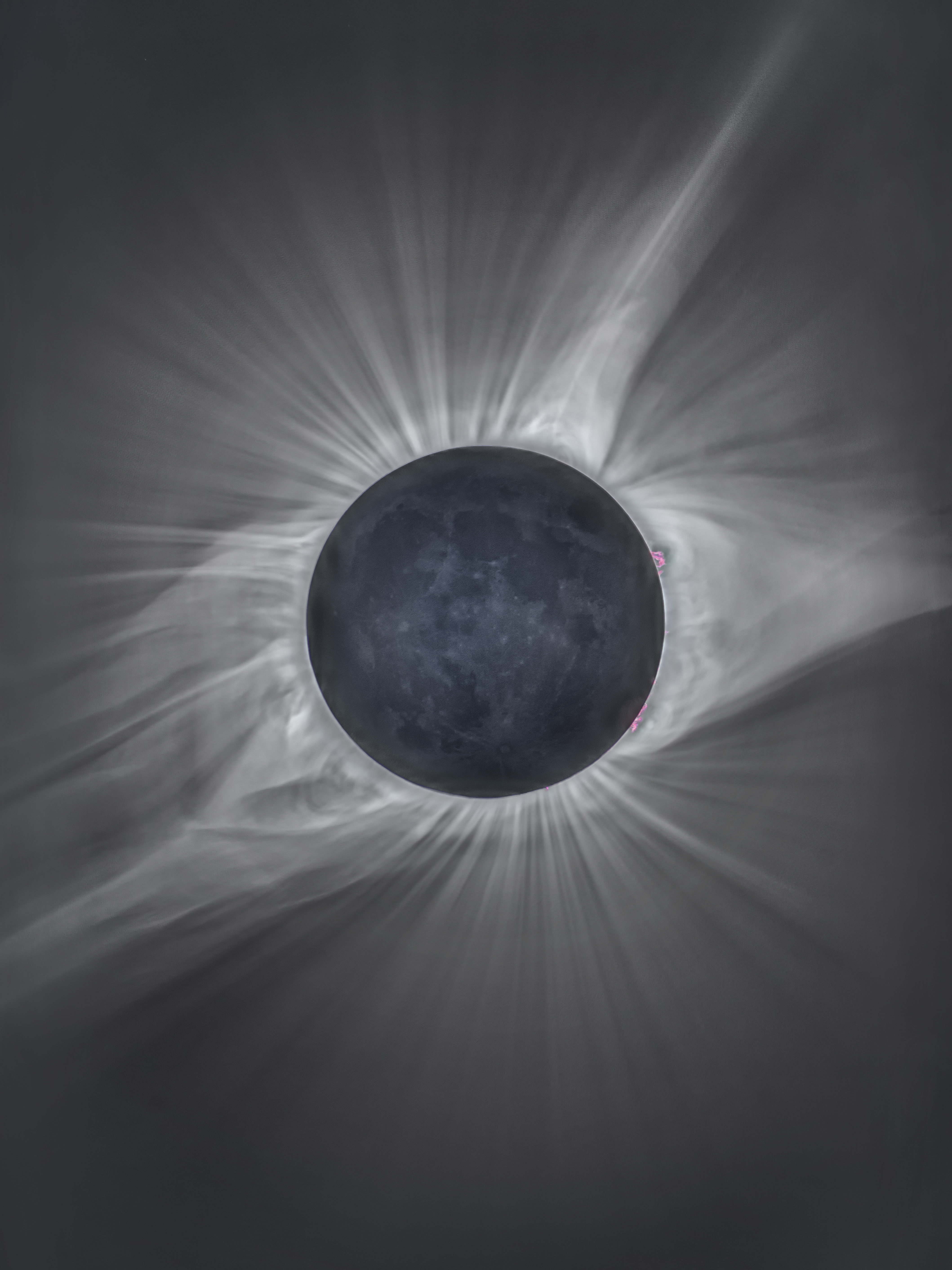
De corona tijdens een zonsverduistering in 2017

De corona kan goed worden waargenomen tijdens volledige zonsverduisteringen of met behulp van een coronagraaf. De grootte wisselt met de zonneactiviteit en ze kan zich bij de zonne-equator tot wel twee zonnediameters uitstrekken. Tijdens een zonnevlekkenmaximum strekken de stralen van de corona zich naar allerlei richtingen uit, tijdens een minimum alleen in een gebied rond de zonne-equator.
De temperatuurgradiënt in dit gebied is enorm groot. De temperatuur stijgt van 20.000 K tot enkele miljoenen kelvin binnen enkele honderden kilometers. De structuur van deze laag kan worden waargenomen door ruimtetelescopen gevoelig voor zeer kortgolvige UV-straling. De temperatuur van de corona varieert en kan oplopen tot 20 miljoen kelvin. Vooralsnog is het onduidelijk hoe deze enorm hoge temperaturen worden bereikt. Verschijnselen als Alfvén-golven en magnetische recombinatie worden verantwoordelijk gehouden, maar vooralsnog bieden ze geen afdoende verklaring voor de extreme temperaturen in de corona.

#### Zonnewind

Een plasmawolk, een uitbarsting van de zonnewind in 2024

De buitengrens van de corona is niet scherp en ze gaat over in de zonnewind, een stroom van geladen deeltjes die zich uitstrekt tot de heliopauze, waar ze het interstellair medium ontmoet. Op aarde hebben de zonnewind en het daarmee verweven elektrische veld ook invloed, ze veroorzaken botsingen tussen de geladen deeltjes in de hoge atmosfeer en daarmee het poollicht. Dit verschijnsel treedt op aan beide polen, doordat de deeltjes de magnetische veldlijnen van de aarde volgen. Bij grote erupties op de zon kan er een verstoring van het aardmagnetische veld plaatsvinden en kan het poollicht ook op onze breedte worden waargenomen. De zonnewind is erg variabel en daarom wordt er gesproken van zonneweer, dat door satellieten wordt geobserveerd. De deeltjes van de zonnewind doen er een paar dagen over om de aarde te bereiken. De tijdens erupties uitgezonden röntgenstraling en radiogolven bereiken de aarde in 8 minuten.

## Energiebron
De zon is een bron van elektromagnetische straling in het zonnestelsel. Ook ontsnapt een stroom aan geladen energierijke deeltjes, de zonnewind, met name tijdens zonnemaxima en bij grote zonnevlammen.
De straling van de zon heeft bij het bereiken van de aardatmosfeer een intensiteit van 1368 W/m², dit wordt de zonneconstante genoemd. Van deze straling wordt circa 69% geabsorbeerd (19% door waterdamp en door ozon in de ozonlaag, 4% door wolken en 46% door het aardoppervlak). De overige 31% wordt weerkaatst (8% door rayleighverstrooiing, 17% door wolken en 6% door het aardoppervlak). Dit weerkaatsingsvermogen wordt albedo genoemd. Op het aardoppervlak bestaat de zonnestraling hoofdzakelijk nog uit zichtbaar licht en een gedeelte nabij infrarood en nabij ultraviolet. De rest van de energie, de kortgolvige ultraviolette straling en de langgolvige infraroodstraling, worden door de atmosfeer geabsorbeerd. Eenzelfde hoeveelheid energie als geabsorbeerd, wordt door de aarde en de atmosfeer weer uitgestraald naar de ruimte als infrarode aardse straling.

## Zonneactiviteit

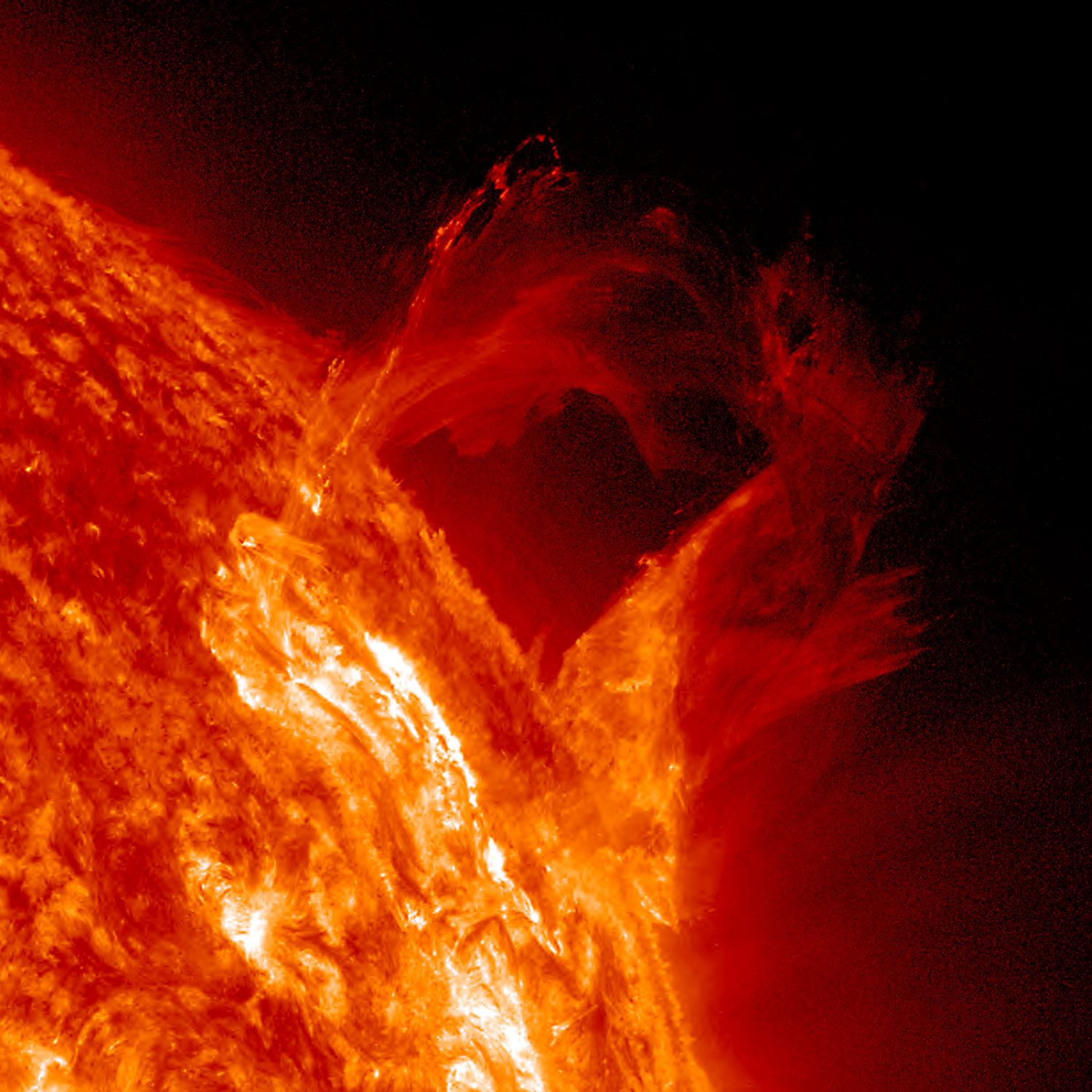
Protuberans

Op de zon vinden veel nog slecht begrepen verschijnselen plaats. Zo treden zonnevlekken op, verschijnen er protuberansen en zonnevlammen, is er sprake van zonnewind, zijn er zonnebevingen en wordt er 0,1% minder straling afgegeven bij een zonneminimum.
Met de juiste beschermingsfilters zijn de zonnevlekken het opvallendst. Het zijn welomschreven oppervlakken die donkerder lijken dan de omgeving door hun lagere temperatuur. Zonnevlekken zijn gebieden van intense magnetische activiteit die de convectie verhindert, waardoor het energietransport van de hete binnenkant naar de oppervlakte beperkt wordt. De magnetische velden zijn het gevolg van bewegingen in het zonneplasma, dat uit geladen deeltjes bestaat. Immers, beweging van geladen deeltjes is elektrische stroom en kringstromen wekken magnetische velden op.

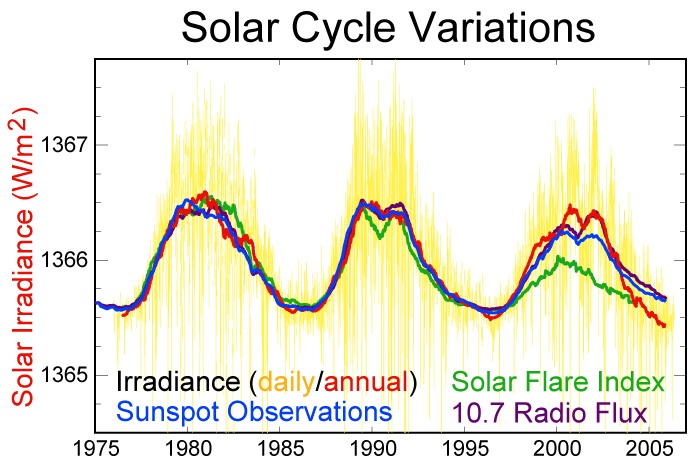
Elektromagnetische straling afkomstig van de zon (rood), het aantal zonnevlekken (blauw) en de zonnevlamactiviteit (groen) zoals gemeten tussen 1975 en 2005. Drie zonnecycli worden getoond, die gemiddeld elf jaar duren.

Het aantal zonnevlekken die zichtbaar zijn op de zon is niet constant, maar varieert over een 11-jarige cyclus, die de zonnecyclus genoemd wordt.

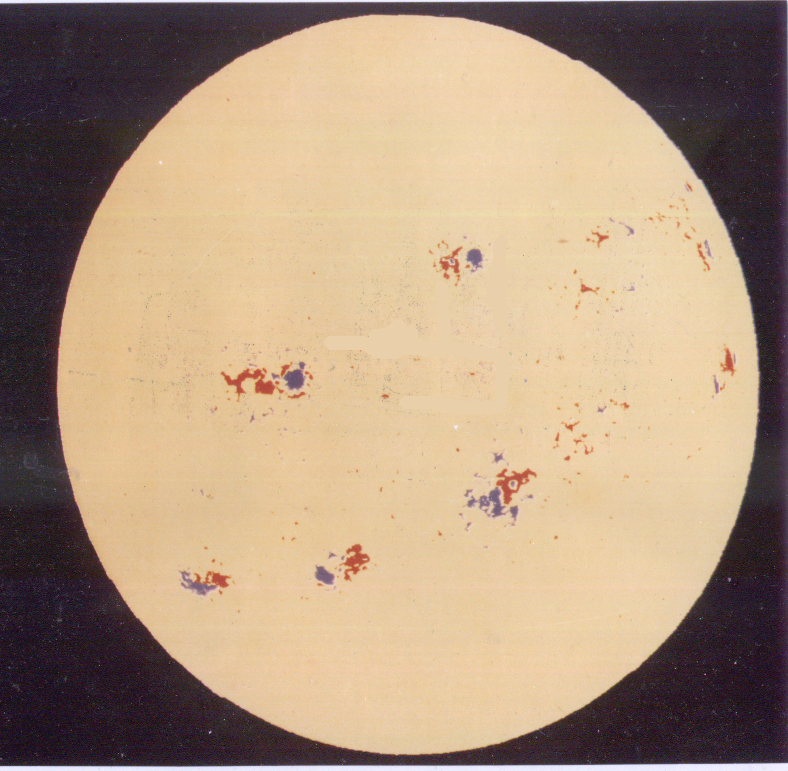
De polariteit van zonnevlekken aangegeven door verschillende kleuren

Zonnevlekken verschijnen als paar met tegengestelde magnetisch polariteit. De magnetische polariteit van de zonnevlekken in de oost-westrichting wisselt iedere zonnecyclus. Hierdoor zal de meest westelijke zonnevlek een magnetische noordpool hebben in één zonnecyclus en een magnetische zuidpool in de volgende zonnecyclus.
Bij een typisch zonneminimum zijn er weinig zonnevlekken zichtbaar. Soms zijn er zelfs helemaal geen te zien. De eerste vlekken verschijnen op wat grotere afstand van de evenaar van de zon, op een breedte van ca. 35 graden. Tijdens de zonnecyclus stijgt hun aantal en verplaatsen ze zich in de richting van de zonne-evenaar. Dit is een verschijnsel beschreven door de wet van Spörer.

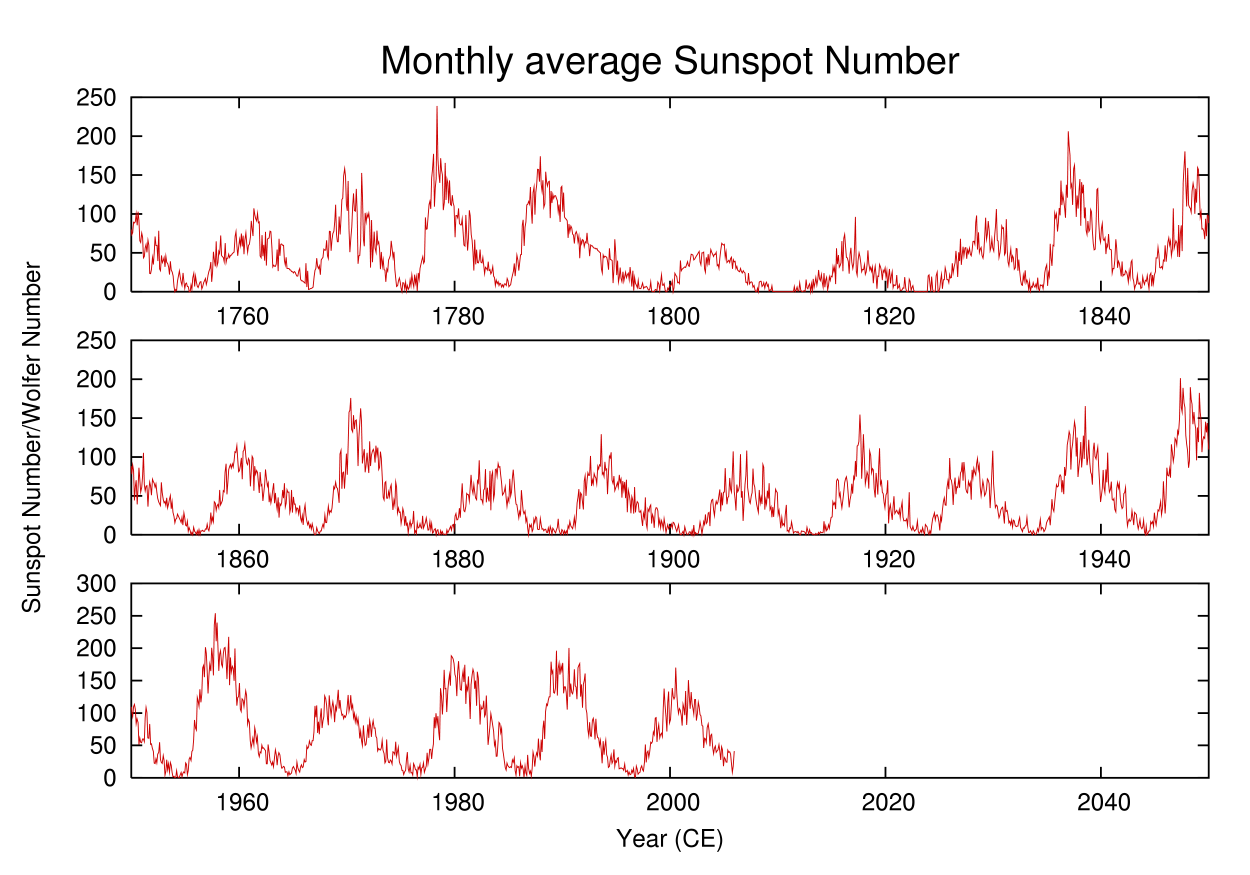
Geschiedenis van het aantal geobserveerde zonnevlekken gedurende de laatste 250 jaar, die de 11-jarige cyclus toont

De 11-jarige zonnecyclus heeft een grote invloed op het zonneweer en heeft mogelijk ook een belangrijk effect op het aardse klimaat.
Minimale zonneactiviteit (met weinig of geen zonnevlekken) lijkt verband te houden met lage temperaturen, terwijl langer dan gemiddelde zonnecyclussen (met veel zonnevlekken) lijken verband te houden met hogere temperaturen.
In de zeventiende eeuw leken de zonnecyclussen gestopt te zijn gedurende een aantal decennia. Er zijn zeer weinig zonnevlekken geobserveerd gedurende deze periode,  die bekend staat als het Maunderminimum of Kleine IJstijd. Toen waren er in Europa zeer lage temperaturen.
Vroegere uitzonderlijk lage waarden zijn ontdekt via analyse van radioactieve isotopen zoals beryllium-10 uit de lagen van het poolijs en koolstof-14 uit organisch materiaal, dat dan gedateerd wordt met onder andere ouderdomsringen van boomstammen. De magnetische activiteit van de zon en de zonnewind schermen de kosmische straling vanuit de Melkweg deels af. Bij een actieve zon met veel zonnevlekken is er dus minder kosmische straling en ontstaan er dus minder radioactieve isotopen, zoals beryllium-10 en koolstof-14, in de atmosfeer van de aarde. Nu wordt C14-datering veel gebruikt om de leeftijd van organisch materiaal vast te stellen. Door het radioactief verval neemt de hoeveelheid koolstof-14 af in de tijd, maar de variatie in de kosmische straling door de zon is een belangrijke factor waarom op deze metingen een correctie moet worden gedaan door calibratie met onder andere boomringen. Langdurige perioden met verminderde magnetische zonneactiviteit, zoals het Maunder-minimum lijken verbonden te zijn met lager dan gemiddelde wereldwijde temperaturen, maar binnen de korte periodes van de circa elfjarige cyclus zijn de temperatuursverschillen gering.

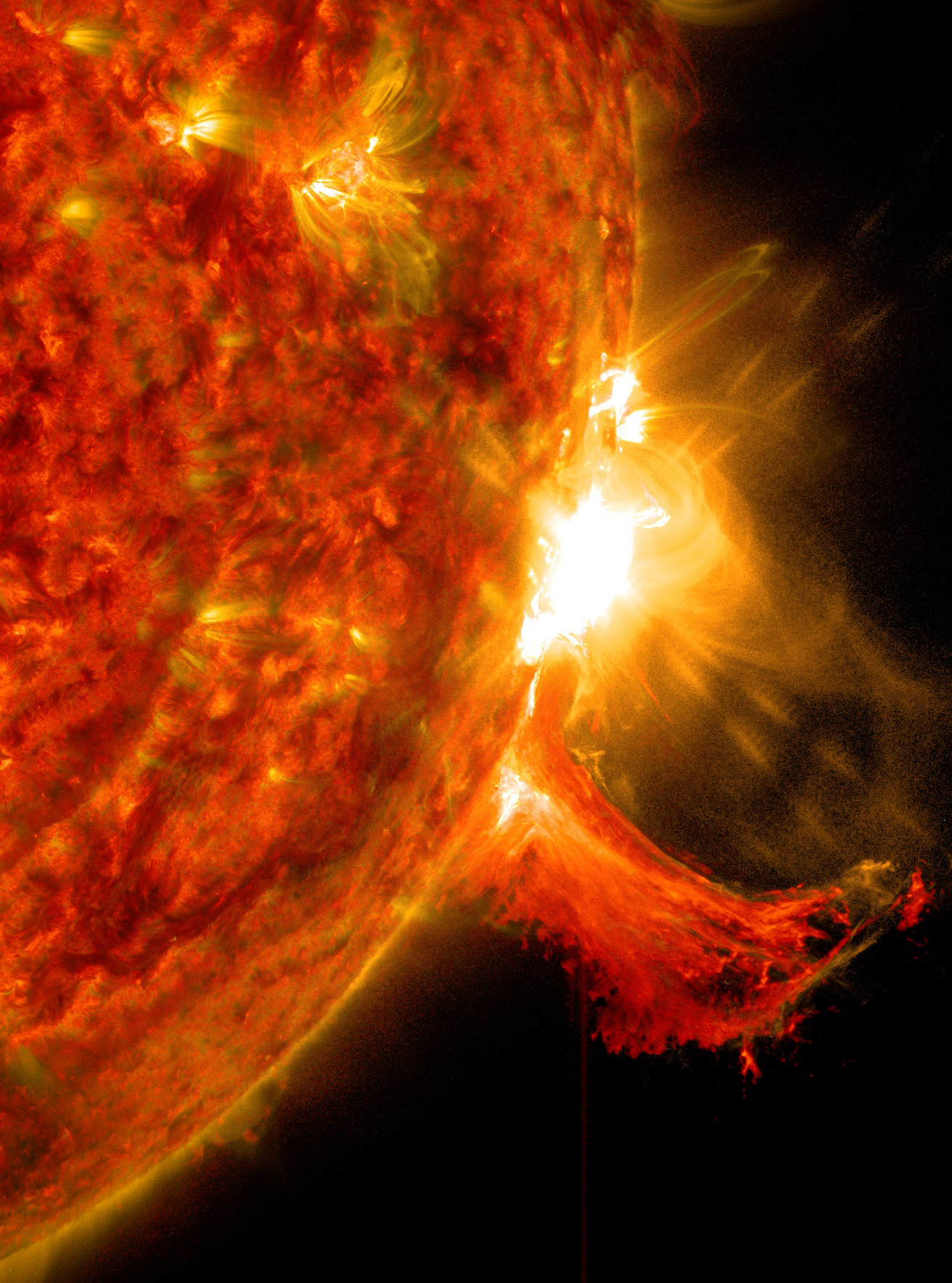
Een zonnevlam

Zonnevlammen komen het meest voor tijdens maxima in de zonnecyclus. Ze zijn verbonden met de actieve gebieden rondom de zonnevlekken. Het zijn kortstondige, zeer intensieve verschijnselen, die grote gevolgen kunnen hebben op aarde, doordat hierbij soms grote hoeveelheden actief magnetisch plasma (CME's = coronary mass ejections) kunnen vrijkomen van de zon en in de omgeving van de aarde hun invloed  uitoefenen. In 1859 was er een zeer grote zonnevlam, die door Richard Carrington werd geobserveerd, en zorgden inductiestromen voor vreemde verschijnselen in het telegrafienetwerk. Tijdens deze Carrington-gebeurtenis was het noorderlicht overal op aarde waarneembaar en sterk genoeg om de krant bij te lezen. Misschien zou een dergelijke verschijnsel tegenwoordig nog veel ingrijpender gevolgen hebben voor het elektriciteitsnetwerk (inductiestromen in de leidingen), ruimtestations en satellieten (röntgenstraling, geladen deeltjes), doch uitbarstingen van deze grootte treden slechts eenmaal per 500 jaar op. Kleinere uitbarstingen hebben al enkele malen aanzienlijke schade veroorzaakt.

## Levensloop

### Vier fases

Levensloop van de zon

De evolutie van een ster als de Zon in het Hertzsprung-Russelldiagram gebaseerd op waarnemingen met de ruimtetelescoop Gaia

Onze Zon is een ster van spectraalklasse G2. Dat betekent dat zij een gele ster is, veel heter en zwaarder dan de gemiddelde ster, maar veel kleiner dan de blauwe reuzensterren. De berekende levensduur van een ster als de zon, dat wil zeggen de tijd waarin kernreacties haar van energie voorzien, bedraagt 10 miljard jaar.
De levenscyclus van de zon is grofweg te verdelen in vier fases. In elk van die fases ziet de zon er heel anders uit en verkrijgt zij haar energie uit een andere bron:
1. protoster; de zon tijdens haar ontstaan
2. hoofdreeksster; de tegenwoordige toestand
3. rode reus; in de toekomst
4. witte dwerg; eindfase tot in de zeer verre toekomst

### Ontstaan van de zon
Net als andere sterren is ook de zon uit een moleculaire waterstofnevel ontstaan. Deze nevel bevatte al resten van eerder gevormde en weer geëxplodeerde grotere sterren, wat de aanwezigheid van zware metaalkernen in het zonnestelsel verklaart. Een dergelijke nevel kan door zijn eigen gravitatie samen gaan trekken, hoewel deze samentrekking ook het gevolg kan zijn van een drukgolf van bijvoorbeeld een supernova die door de wolk beweegt en daarmee voor lokale verschillen in dichtheid zorgt. Hoe dichter de deeltjes bij elkaar komen, hoe groter de gravitatie en dus hoe sneller het proces verloopt. Afhankelijk van lokale dichtheidsverschillen zullen de meeste deeltjes zich in één of meerdere centrale punten concentreren. De zon ontstond uit de middelste van deze verdichtingen in het zwaartepunt van de nevel en wordt in deze fase een protoster genoemd. Door de massatoename zal de druk binnenin de protoster verhogen en dit heeft een temperatuursverhoging tot gevolg, vanwege de algemene gaswet:
pV = nRT
Waarin p de druk is, V het volume, n de hoeveelheid deeltjes, T de temperatuur en R de gasconstante (R = 8,3145 J/mol K). Als er niet genoeg materie in de buurt is, zal de samenballing van massa niet doorgaan en zal de protoster langzaam inkrimpen tot een bruine dwerg. Als er wel genoeg materie is, zal de temperatuur binnenin de protoster uiteindelijk zo hoog worden dat er nucleosynthese (kernfusie) plaatsvindt. Er worden dan telkens vier waterstofatomen omgezet naar een heliumatoom, waarbij energie vrijkomt. Ten gevolge van de kernfusie ontstaat er een stralingsdruk even groot als de gravitatiekracht ten gevolge van de massa. De protoster stopt met krimpen en begint licht uit te stralen. De ster gaat dan over naar haar hoofdreeksfase. Voor een ster vergelijkbaar met de zon gebeurt dit al na ongeveer 100 000 jaar.

### Hoofdreeksster

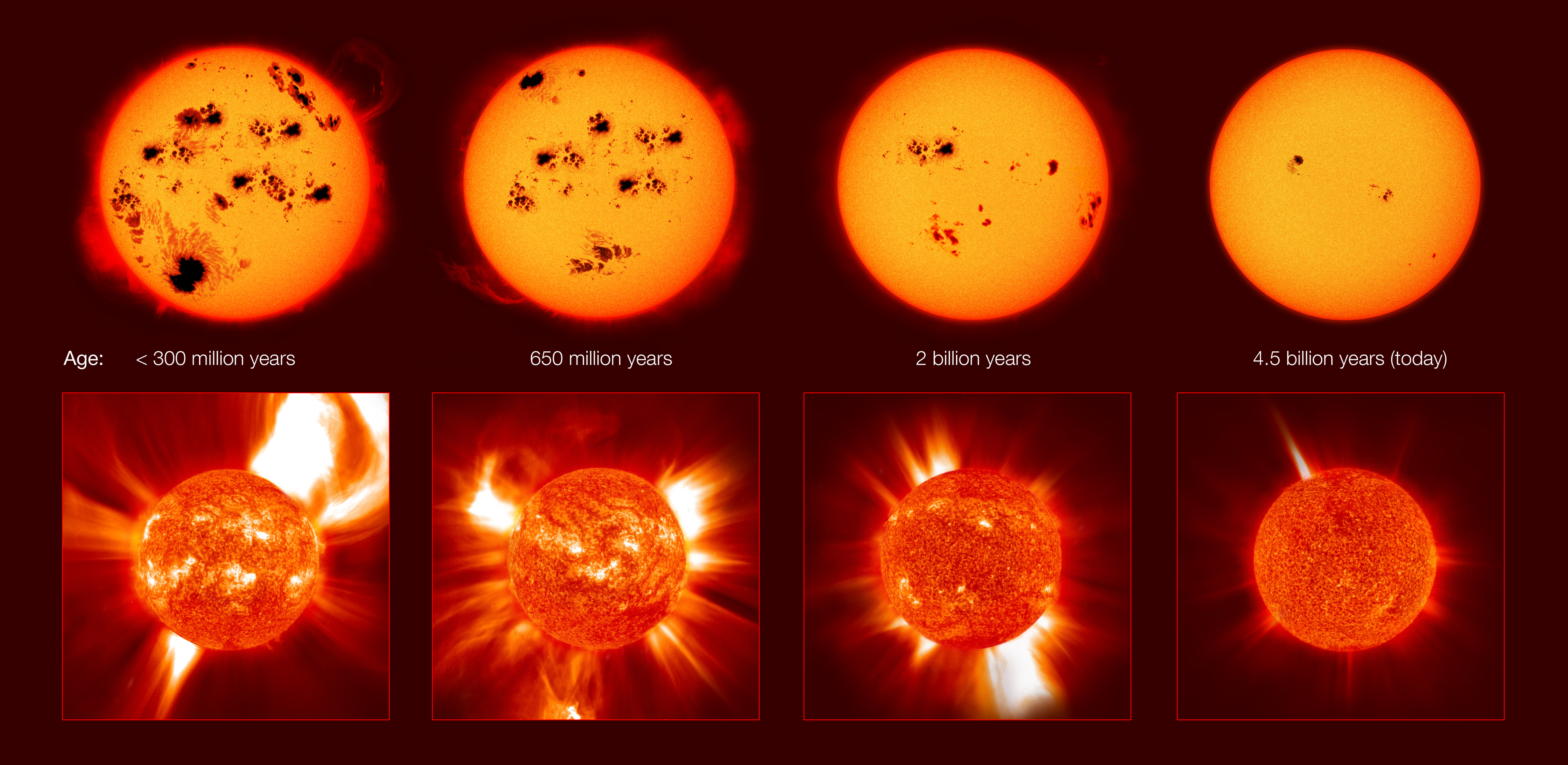
Ontwikkeling van de zon tijdens de hoofdreeksfase,
na < 300, 650, 2000 en 4500 miljoen jaar
IAU/E. Guinan

Aan sterren die vergelijkbaar zijn met de zon, maar die zich in een andere ontwikkelingsfase bevinden, kan worden afgeleid hoe de zon diverse stadia van haar ontwikkeling doorlopen heeft. Uit zulk vergelijkend onderzoek blijkt dat de zon aan het begin van de hoofdreeksfase (4,5 miljard jaar geleden) meer dan tien maal zo snel om haar as draaide als nu. Volgens de dynamotheorie genereerde de zon toen dan ook een veel sterker magnetisch veld, en vertoonde daarom ook meer zonneactiviteit dan nu. Ook straalde de zon toen honderden malen sterkere ultraviolette en röntgenstraling uit. Deze periode valt ongeveer samen met het vermoedelijke begin van het leven op aarde, 3,7 miljard jaar geleden.
De zon is al ongeveer 4,5 miljard jaar hoofdreeksster en zal dit nog zo'n 5,5 miljard jaar blijven. De ster zit ongeveer op de helft van haar hoofdreeksfase. In deze hoofdreeksfase is de omvang van de ster min of meer stabiel. Ze groeit of krimpt niet met extreme waarden. Aangezien de Zon een deel van haar massa omzet in energie, verliest ze een deel van haar massa. Daardoor wordt de gravitatie kleiner ten opzichte van de stralingsdruk, waardoor de ster zeer langzaam groeit. De baan van planeten, zoals de aarde, zal zichzelf aanpassen door deze massaverandering en groter worden. De centripetale kracht in de baan moet immers gelijk zijn aan de gravitatie die de ster uitoefent.
De zon genereert energie door middel van kernfusie, waarbij voortdurend waterstof in helium wordt omgezet. Momenteel is naar schatting ongeveer de helft van de waterstof in de kern van de zon opgebruikt. Naarmate de zon ouder wordt en er meer waterstof omgezet zal worden, nemen de lichtkracht en hitte die de zon uitstraalt toe. Toen de zon een hoofdreeksster werd, was haar lichtkracht maar 70% van wat deze nu is. Gemiddeld neemt haar lichtkracht per 110 miljoen jaar met 1% toe. Over 3 miljard jaar zal naar verwachting de lichtkracht van de zon met 33% zijn toegenomen ten opzichte van het heden. Wanneer over 4,8 miljard jaar de waterstof in de kern geheel opgebruikt zal zijn, zal de lichtkracht zijn toegenomen met 67%.

### Rode reus
Over circa vijf miljard jaar is vrijwel alle waterstof in de kern van de zon verbruikt en verandert de zon in een rode reus. De stralingsdruk door de kernfusie neemt dan af en de gravitatie zorgt ervoor dat de kern instort. Deze instorting gaat door totdat de instorting wordt beperkt door het uitsluitingsprincipe van Pauli. De toestand van deze materie voldoet niet meer aan de algemene gaswet omdat de druk nog slechts afhangt van de dichtheid en niet meer van de temperatuur. Deze toestand wordt ontaarde materie genoemd. In een laag rond de kern waar nog niet alle waterstof is omgezet gaat de kernfusie verder. Door de snelle compressie is de temperatuur in deze lagen veel hoger dan in de oorspronkelijke kern, waardoor de straling met een factor 1000 tot 10 000 toeneemt. Door de toegenomen stralingsdruk gaat de buitenste schil van de zon enorm uitzetten. De straal neemt toe met een factor 250. Het oppervlak van de zon wordt groter ten opzichte van de stralingsintensiteit waardoor de temperatuur van de fotosfeer afneemt en de golflengte van het licht naar het rode gedeelte van het spectrum verschuift.
De zon neemt toe tot een bol met een straal van 174 miljoen km en slokt daarmee de planeten Mercurius en Venus op. Het lot van de aarde is onzeker, maar zij zal in ieder geval zo ver opwarmen dat leven onmogelijk wordt.
Als de temperatuur van de kern tot 100 000 000 K toeneemt kunnen de relatief stabiele heliumkernen fuseren tot de nog stabielere koolstofkernen en begint een nieuwe fase (Asymptotic Red Giant Branch), met een kern van koolstof omringd door een laag met helium waarin heliumkernen fuseren en daarbuiten een laag met waterstofkernen die tot heliumkernen fuseren.
De kern van een rode ARGB-ster bestaat uit ontaarde materie, waarvan de druk hoofdzakelijk afhangt van de dichtheid en nauwelijks van de temperatuur. Dit veroorzaakt een explosief reactiemechanisme, omdat er na contractie van de ster weer helium van de meer naar buiten gelegen lagen beschikbaar komt voor kernfusie. De temperatuur kan toenemen zonder dat de kern expandeert zodat de fusie nog sneller gaat. Dit proces gaat door doordat tijdens de temperatuurtoename de druk nauwelijks groter wordt. Dit resulteert in een kortdurende fase enkele waarin de fusiesnelheid met een factor van 100 biljoen toeneemt. Pas als de temperatuursafhankelijke druk (veroorzaakt door de druk van de kernen) weer belangrijker wordt dan de gedegenereerde druk (door de elektronen) begint de kern weer uit te zetten en gaat de fusie van Helium weer door in het normale tempo. (Sterren die groter zijn dan 2,5 keer de zon hebben heliumfusie voordat de kern gedegenereerd is en maken deze fase niet door.)
In rode reuzen treedt een sterke convectie op, wat resulteert in het transport van voornamelijk helium en stikstof-15 naar de oppervlakte van de ster. Door neutronenvangst ontstaan daarbij ook zwaardere elementen zoals ijzer en silicium. In de rodereusfase is de sterrenwind veel substantiëler dan in de fase waarin de zon nu verkeert en verliest de zon in totaal een derde van haar massa. Het einde van die fase noemen we de post-AGB-fase.

### Witte dwerg
Nadat een rode reus zijn buitenlagen heeft afgestoten, blijft er enerzijds een C-O-kern over die men witte dwerg noemt en anderzijds een hoeveelheid materie daar omheen verspreid. De kern gaat krimpen en in temperatuur stijgen. In een ster met genoeg massa zal de hitte uiteindelijk groot genoeg worden om een lading energie uit te stralen, waaronder een groot deel in ultraviolet licht. Daardoor komen de atomen van de circumstellaire materie in geëxciteerde toestand en gaan licht uitstralen. Dit fenomeen noemt men een planetaire nevel.
Men betwijfelt echter sterk of onze zon genoeg materie heeft om zo'n planetaire nevel te vormen. Het lot van onze zon is waarschijnlijk dat de witte dwerg licht zal uitstralen en langzaam zal afkoelen om uiteindelijk te doven en een zwarte dwerg te vormen.

### Tabel: evolutiemodel
| tijd (miljard jaar) | middellijn (zonnu=1) | helderheid (zonnu=1) | temperatuur oppervlak (K) | centrale dichtheid (g/cm3) | centrale temperatuur (K) | massapercentage waterstof in kern | opmerkingen                                                |
| --- | -------------------- | -------------------- | ------------------------- | -------------------------- | ------------------------ | --------------------------------- | ---------------------------------------------------------- |
| −0,035 | 2×106                | ~0                   | 10                        | 10−19                      | 10                       | 70,5%                             | koude gaswolk begint te contraheren                        |
| −0,034 | 2,1                  | 1,6                  | 4400                      | 1,5                        | 4×106                    | 70,5%                             | protoster is ontstaan (T Tauri-ster)                       |
| −0,010 | 1,0                  | 1,1                  | 5900                      | 83                         | 13×106                   | 70,5%                             | protoster: overgang naar hoofdreeks                        |
| 0,0 | 0,872                | 0,769                | 5790                      | 91                         | 14,4×106                 | 70,5%                             | begin als hoofdreeksster: nucleosynthese waterstof in kern |
| 1,0 | 0,905                | 0,770                | 5680                      | 91                         | 13,7×106                 | 63,3%                             |                                                            |
| 2,0 | 0,927                | 0,824                | 5710                      | 102                        | 14,1×106                 | 56,0%                             |                                                            |
| 3,0 | 0,952                | 0,884                | 5730                      | 116                        | 14,6×106                 | 48,4%                             |                                                            |
| 4,0 | 0,982                | 0,954                | 5750                      | 134                        | 15,1×106                 | 40,4%                             |                                                            |
| 4,59 (=nu) | 1,000                | 1,000                | 5770                      | 147                        | 15,5×106                 | 35,5%                             | de huidige zon                                             |
| 5,0 | 1,015                | 1,034                | 5780                      | 158                        | 15,8×106                 | 31,9%                             |                                                            |
| 6,0 | 1,056                | 1,126                | 5780                      | 191                        | 16,6×106                 | 22,7%                             |                                                            |
| 7,0 | 1,104                | 1,235                | 5790                      | 243                        | 17,6×106                 | 12,7%                             |                                                            |
| 8,0 | 1,161                | 1,357                | 5780                      | 326                        | 18,6×106                 | 2,9%                              |                                                            |
| 9,0 | 1,250                | 1,548                | 5760                      | 488                        | 18,9×106                 | 0,09%                             |                                                            |
| 10,0 | 1,39                 | 1,90                 | 5680                      | 860                        | 19,4×106                 | 0,00%                             | waterstof in kern is op                                    |
| 11,0 | 1,6                  | 2,3                  | 5500                      | ...                        | ...                      | 0,00%                             |                                                            |
| 12,0 | 5                    | 12                   | 4900                      | ...                        | ...                      | 0,00%                             |                                                            |
| 12,17 | 241                  | 2800                 | 2700                      | ...                        | ...                      | 0,00%                             | rode reus (Reuzentak); massaverlies                        |
| 12,25 | 11                   | 60                   | 4800                      | ...                        | ~160×106                 | 0,00%                             | heliumnucleosynthese; massa: ~0,81 MZon                    |
| 12,29 | 247                  | 4200                 | 2960                      | ...                        | ...                      | 0,00%                             | rode superreus (Asymptotische reuzentak); massaverlies     |
| 12,3 | 0,012                | 1,4                  | 60 000                    | 5×106                      | 70×106                   | 0,00%                             | witte dwerg; massa: ~0,68 Mzon                             |
| 13,0 | 0,012                | 0,004                | 13 000                    | 5×106                      | 14×106                   | 0,00%                             |                                                            |
| 20,0 | 0,012                | 0,000 13             | 5700                      | 5×106                      | 5×106                    | 0,00%                             |                                                            |
| 1000,0 | 0,012                | 1,4×10−7             | 1000                      | 5×106                      | 0,8×106                  | 0,00%                             | koelt verder af tot een zwarte dwerg                       |
| Bronnen: - P. Bodenheimer, 'Stellar structure and evolution', in: R.A. Meyers (red.), Encyclopedia of Astronomy and Astrophysics (1989) p. 689-721 (protoster); - S. Turck-Chieze et al., Revisiting the standard solar model, Astrophysical Journal, vol. 335, pp. 415–424, 1988 (hoofdreeks). - P. Schröder e.a. (2001) (rode reus); - M. Schwarzschild, Structure and Evolution of the Stars (1959) Ch. VII (witte dwerg) |                      |                      |                           |                            |                          |                                   |                                                            |

## Zonsverduistering

Een totale zonsverduistering, de corona kan worden gezien met het blote oog

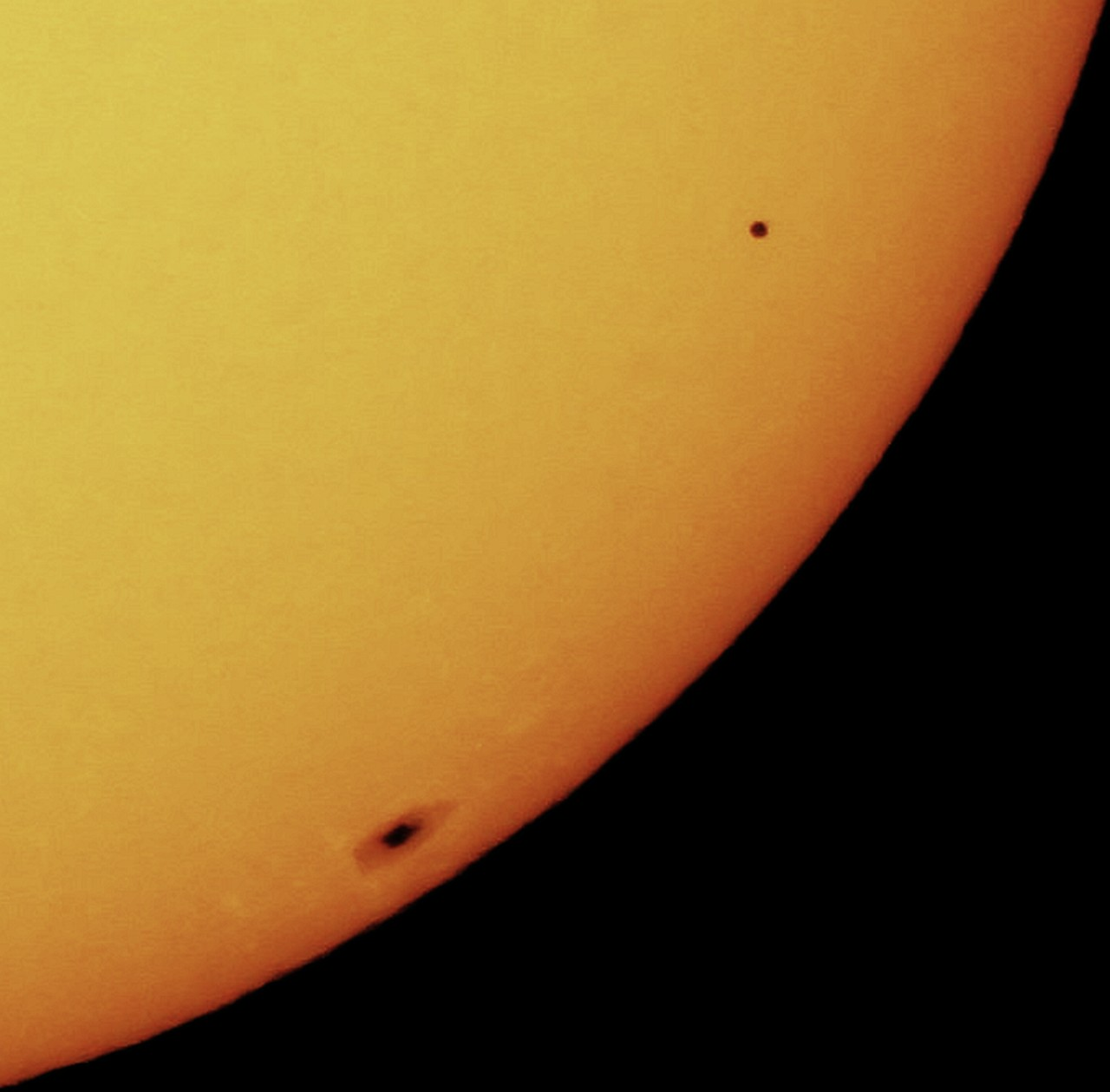
Mercuriusovergang. Mercurius is het zwarte stipje rechtsboven. Links onder een zonnevlek

Een zonsverduistering treedt op als bij nieuwe maan de maan precies tussen de zon en de aarde staat, en het zonlicht blokkeert. De vierde en laatste gedeeltelijke zonsverduistering van 2011 vond plaats op 25 november 2011. Deze gebeurtenis kon worden waargenomen vanaf hooggelegen gebieden op het zuidelijk halfrond, onder andere in het zuiden van Zuid-Afrika, Antarctica, Tasmanië en het grootste gedeelte van Nieuw-Zeeland. Het was de grootste gedeeltelijke zonsverduistering van dat jaar.

### Mercuriusovergang
Als de planeet Mercurius precies voor de zon schuift gezien vanaf de aarde spreekt men van een Mercuriusovergang. De vorige Mercuriusovergang was in mei 2016. Dit komt 13 à 14 keer per eeuw voor.

### Venusovergang
Als de planeet Venus vanaf de aarde gezien voor de zon schuift spreekt men van een Venusovergang. De vorige Venusovergang was op 6 juni 2012. De volgende Venusovergang is op 11 december 2117.
Een Venusovergang is veel zeldzamer dan een Mercuriusovergang, omdat:
1. Venus langzamer beweegt dan Mercurius, zodat er dus minder benedenconjuncties optreden;
2. de Venusbaan een grote hoek maakt met de baan van de aarde, zodat het samenvallen van een benedenconjunctie met het passeren van een knooppunt van de twee baanvlakken zeldzamer is.

## Bekijken
Het bekijken van de zon, bijvoorbeeld bij een zonsverduistering, moet met bescherming gedaan worden, aangezien direct in de zon kijken oogbeschadiging veroorzaakt. Men gebruikt soms een lasbril (voor elektrisch lassen, nummer 13 of 14) of een speciaal daarvoor gemaakte bril (bijvoorbeeld een eclipsbril). Andere donkere materialen zoals cd's, zwarte dia's of fotonegatieven kunnen (onzichtbaar maar schadelijk) ultraviolet licht doorlaten. Het beste gaat men naar een planetarium of sterrenwacht en koopt men een aangepaste bril.
Het spreekt voor zich dat men bij gebruik van een verrekijker of telescoop nog veel voorzichtiger moet zijn. Een vergrootglas kan in enkele seconden een stuk papier laten verkolen. Veel telescopen bundelen nog veel meer zonlicht in het brandpunt. Op deze manier kan de telescoop beschadigd worden. Erger, het glasachtig lichaam in het oog kan hard opwarmen en het netvlies kan verschroeid worden met blindheid als gevolg. De veiligste manier van waarnemen met een telescoop is het zonsbeeld door middel van oculairprojectie op een stuk wit papier of aangepast scherm te projecteren, en op die manier indirect de zon te bekijken. Gebruik van oculairfilters alleen (die geplaatst worden bij het oculair, vlak bij het brandpunt van de telescoop) is niet veilig; door de hitte die in het filter ontstaat kan het kapotspringen. Speciaal voor zonswaarneming gemaakte objectieffilters (die vooraan op de tubus geplaatst worden) zijn, mits deugdelijk bevestigd, wel veilig. Het mooiste zicht op de zon biedt een H-alfa-filter (een smalbandig filter dat licht van één kleur doorlaat, en wel de kleur die door de waterstof op de zon wordt uitgestraald; de golflengte is ca. 656,3 nm).

## Plaats in cultuur en religie
Van oudsher wordt de zon binnen veel culturen en godsdiensten – zoals het hindoeïsme – als een godheid vereerd. Dit gebruik heeft zich onder meer vanuit het Oude Egypte verspreid naar een groot deel van Azië.
Ook in het precolumbiaanse Amerika speelde de verafgoding van de zon een belangrijke rol. In de Griekse en Romeinse mythologie stond de zon voor de goden Helios en Sol. Het symbool voor de zon is een cirkel met een stip in het midden: 
Het heliocentrisme – dat in de oudheid is opgekomen – stelde de zon centraal als middelpunt van het universum.
Het zonnekruis wordt gezien als symbool voor de zon en komt in veel culturen voor.

## Schrijfwijze
In het Nederlands wordt het woord zon soms ook geschreven met een hoofdletter, dus als Zon. De schrijfwijze met hoofdletter voor hemellichamen is met name gebruikelijk in wetenschappelijke contexten.

## Galerij

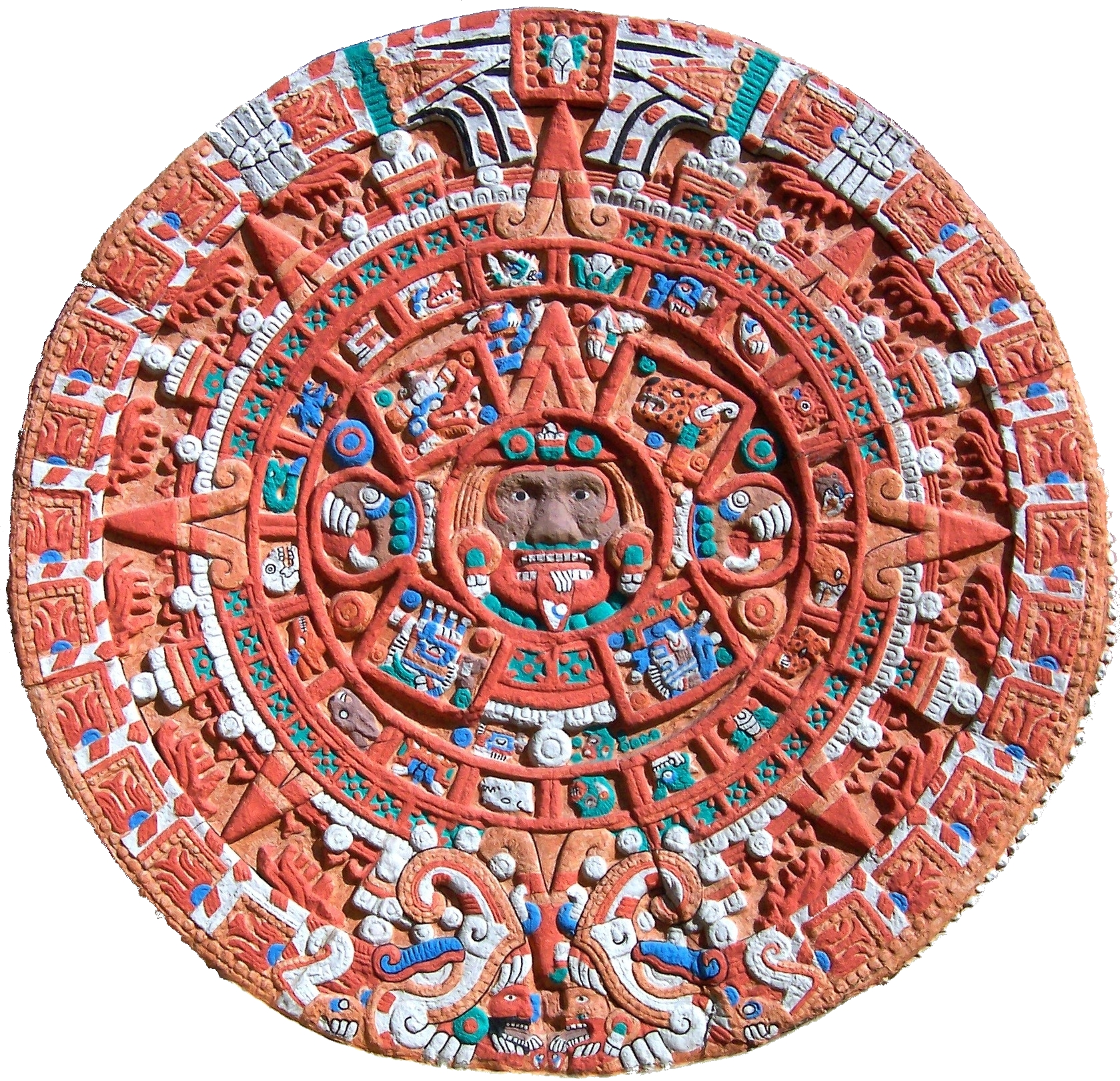
Zonnesteen (of kalendersteen) van de Azteken
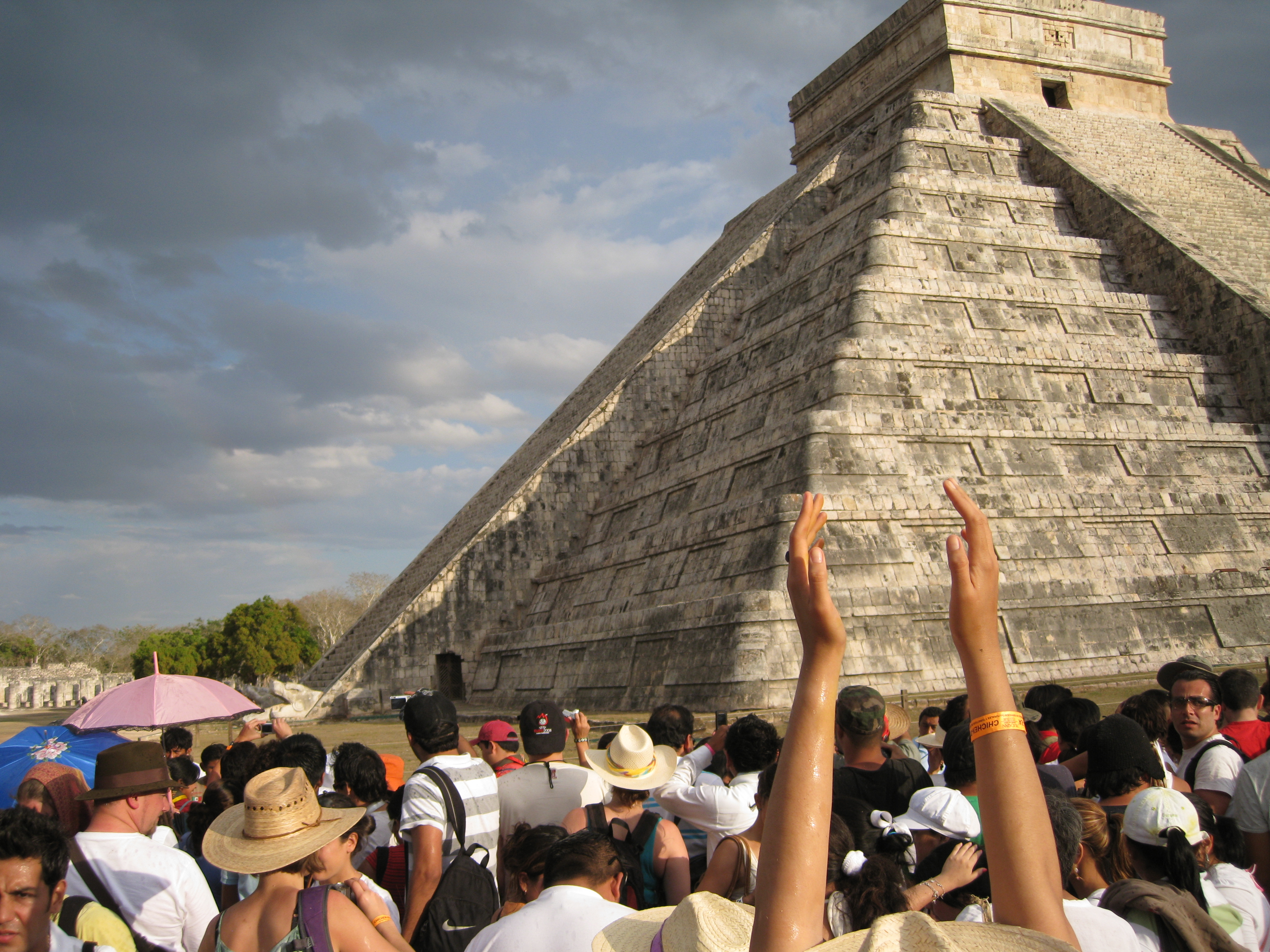
De slang verschijnt op de tempel van Kukulcan tijdens de lente equinox, Chichen Itza
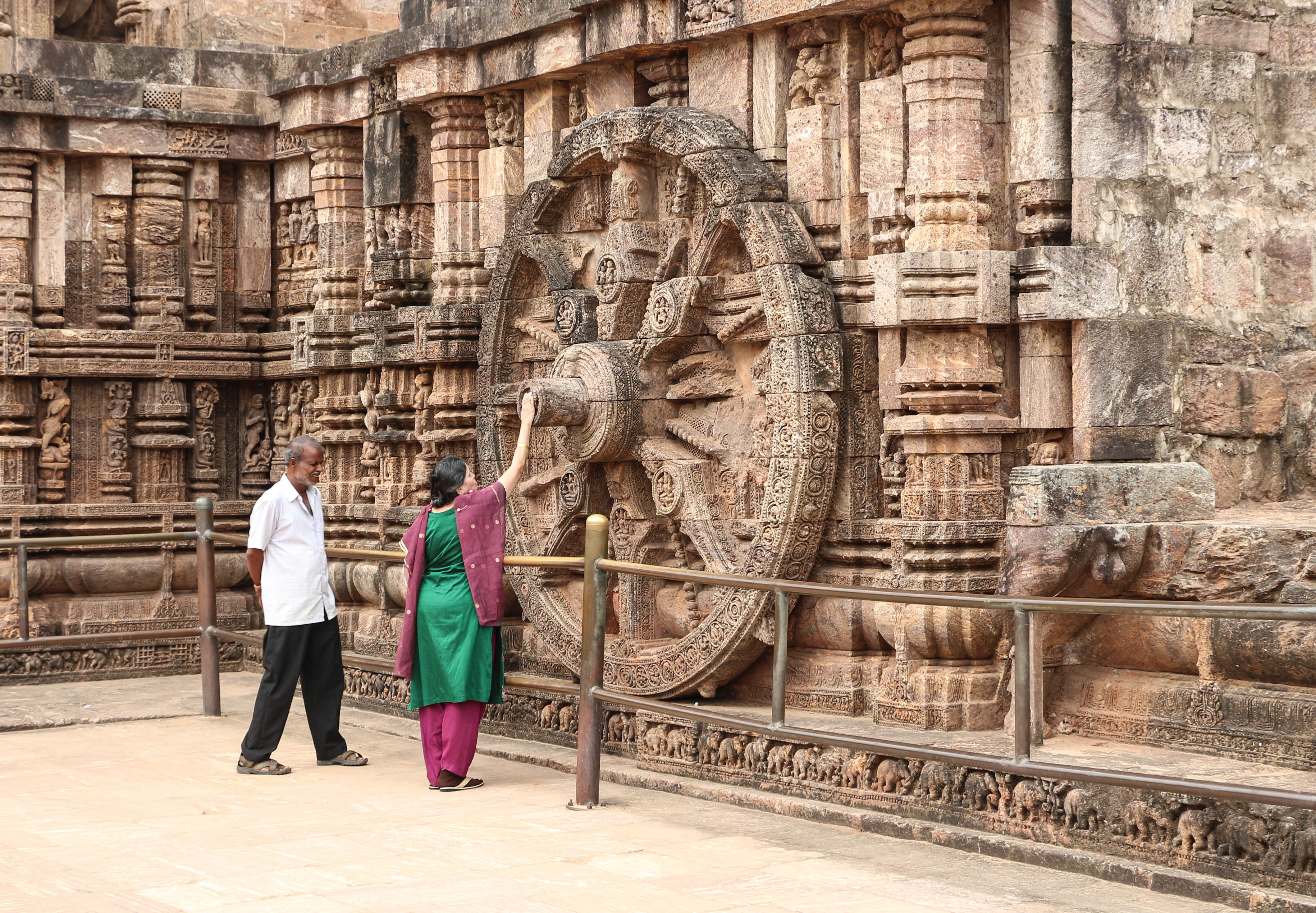
Zonnewiel in de Zonnetempel van Konarak, de tempel is gebouwd als weergave van de wagen van de zonnegod Surya, India